# 藤沢市文書館
藤沢市文書館（ふじさわしもんじょかん）は、藤沢市にある市立文書館。

## 概要
生活を豊かにするために郷土の文化を継承し歴史を学び、市民共有の財産として貴重な文書や記録の散逸を阻止し、後世に伝え、地域の理解を深め、行政に反映させる。

## 沿革
- 1972年（昭和47年） - 藤沢市史編纂室が資料館の設置プランを提出[1]。
  - 12月 - 藤沢市文書館設立準備委員会を市史編纂委員会に設置した[2]。
- 1973年（昭和48年）
  - 5月 - 藤沢市文書館建設調査委員会を市史編纂委員会に設置した。
  - 8月 - 藤沢市文書館建設調査委員会（委員長 : 児玉幸多）が市長に藤沢市文書館建設についての報告書を提出[2][1]。
- 1974年（昭和49年）7月1日 - 藤沢市文書館条例施行[3]。元・藤沢登記所を利用し国内初の市町村立の単独文書館施設として開館[2][4][5]。
- 1996年（平成8年） - 芥川龍之介の甥・葛巻義敏が保管していた龍之介の蔵書やメモ、来簡などが、遺族によって寄贈され「葛巻文庫」として保管される。

## 事業内容
- 歴史、行政情報の収集、提供。
- 古文書等、地域記録資料の保存。
- 藤沢市の歴史の調査、公表。
- 行政の記録保存。

## 施設
開館時間
8時30分から17時
休館日
土曜日、日曜日、祝日、年末年始（12月29日 - 1月3日）

## 所在地情報
所在地
- 神奈川県藤沢市朝日町12番6号

交通
- 鉄道
  - 藤沢駅（東日本旅客鉄道（JR東日本）） - 北口から徒歩8分

- 自動車
  - 朝日駐車場 - 藤沢市役所の東側

## 周辺
- 藤沢市役所
- 藤沢市教育委員会
- 藤沢簡易裁判所